# Vitali Rəhimov
Vitali Rəhimov (ur. 27 sierpnia 1984 w Meghri) – azerski zapaśnik w stylu klasycznym, wicemistrz olimpijski z Pekinu 2008 i czternasty w Atenach 2004, dwukrotny brązowy medalista świata,  mistrz Europy.
Decyzją z dnia 5 kwietnia 2017 roku, został pozbawiony srebrnego medalu z 2008 z powodu stwierdzenia użycia niedozwolonej substancji.
Sześciokrotny uczestnik mistrzostw świata, brązowy medalista w 2009 i w 2010 roku oraz złoty (2005) i brązowy (2011) medalista mistrzostw Europy. 
Szósty w Pucharze Świata w 2011. Mistrz kraju w 2010 i drugi w 2011 roku.